# Juan Pablo Ficovich
Juan Pablo Ficovich (Buenos Aires, 24 de enero de 1997) es un tenista argentino. Alcanzó un ranking ATP individual de 125°, logrado el 25 de julio de 2022. Mientras que en dobles su mejor puesto es el 360°, logrado el 1 de agosto de 2022.

## Trayectoria
Comenzó a jugar al tenis a los siete años luego de ver la final de Roland Garros 2004 entre Gastón Gaudio y Guillermo Coria.

### 2020
Ficovich hizo su debut en un cuadro principal ATP en el Córdoba Open 2020 después de clasificar para el cuadro principal de individuales, derrotando a Pedro Sousa y Filip Horanský, pero perdiendo con Gianluca Mager en la primera ronda. Unas semanas después, llega a la final del Abierto de Morelos 2020, siendo esta la segunda final Challeger de su carrera, donde perdió en tres sets con Jurij Rodionov.

### 2021
En enero de 2021 dio positivo de coronavirus en un test PCR exigido a todos los participantes en la fase previa del Abierto de Australia 2021. Tiempo después, se le detectó miocarditis como consecuencia de la enfermedad, y que le impidió regresar a las canchas. 
Su regreso fue varios meses después, en la fase de clasificación de Wimbledon, donde cayó en la primera fase de clasificación.
El 5 de diciembre de 2021, obtiene el Challenger de San Pablo, luego de vencer en semifinales a Nicolás Jarry por 6-2 y 7-6 y en la final a Luciano Darderi por 6-3 y 7-5.

### 2022
Logró la clasificación al cuadro principal del Córdoba Open, luego de vencer a Dmitry Popkó y Nikola Milojevic. En primera ronda, consigue su primer triunfo ATP ante Federico Coria por 7-6 y 6-2.

## Títulos ATP Challenger (3; 3+0)

### Individuales (3)
| N.° | Fecha                    | Torneo    | Superficie    | Oponente en la final | Resultado |
| --- | ------------------------ | --------- | ------------- | -------------------- | --------- |
| 1.  | 5 de diciembre de 2021   | São Paulo | Tierra batida | Luciano Darderi      | 6-3, 7-5  |
| 2.  | 10 de julio de 2022      | Bogotá    | Tierra batida | Gerald Melzer        | 6-1, 6-2  |
| 3.  | 22 de septiembre de 2024 | Cali      | Tierra batida | Gonzalo Bueno        | 6-1, 6-4  |

## Futures
| Leyenda (individuales) |
| ---------------------- |
| ITF Futures (9–4)      |

| Títulos por superficie |
| ---------------------- |
| Dura (0-1)             |
| Arcilla (9–5)          |
| Hierba (0-0)           |
| Alfombra (0-0)         |

| Resultado | W–L | Fecha           | Torneo                              | Nivel             | Superficie | Oponente                   | Resultado          |
| --------- | --- | --------------- | ----------------------------------- | ----------------- | ---------- | -------------------------- | ------------------ |
| Finalista | 0–1 | Agosto 2014     | Argentina F14, San Juan             | Futures           | Arcilla    | Ryusei Makiguchi           | 5–7, 6–2, 4–6      |
| Campeón   | 1–1 | Septiembre 2016 | Bélgica F14, Damme                  | Futures           | Arcilla    | Marvin Netuschil           | 6–4, 4–6, 7–5      |
| Campeón   | 2–1 | Mayo 2017       | Italia F12, Naples                  | Futures           | Arcilla    | Boy Westerhof              | 6–3, 6–4           |
| Finalista | 2–2 | Julio 2017      | Bélgica F4, Lasne                   | Futures           | Arcilla    | Corentin Denolly           | 3–6, 0–6           |
| Campeón   | 3–2 | Julio 2017      | República Checa F6, Brno            | Futures           | Arcilla    | Jan Mertl                  | 7–5, 6–4           |
| Campeón   | 4–2 | Abril 2018      | Italia F6, Santa Margherita di Pula | Futures           | Arcilla    | Luca Vanni                 | 6–3, 7–6(7–5)      |
| Campeón   | 5–2 | Julio 2018      | Francia F11, Montauban              | Futures           | Arcilla    | Ulises Blanch              | 6–7(5–7), 6–3, 6–3 |
| Campeón   | 6–2 | Mayo 2019       | M15 Brčko, Bosnia y Herzegovina     | World Tennis Tour | Arcilla    | Christopher O'Connell      | 6–4, 6–4           |
| Campeón   | 7–2 | Junio 2019      | M15 São José do Rio Preto, Brasil   | World Tennis Tour | Arcilla    | Rafael Matos               | 6–4, 6–2           |
| Campeón   | 8–2 | Junio 2019      | M15 Curitiba, Brasil                | World Tennis Tour | Arcilla    | João Pedro Sorgi           | 6–3, 7–6(7–3)      |
| Campeón   | 9–2 | Julio 2019      | M25 Buenos Aires, Argentina         | World Tennis Tour | Arcilla    | Francisco Cerúndolo        | 7–5, 6–7(5–7), 6–3 |
| Finalista | 9–3 | Julio 2019      | M15 Buenos Aires, Argentina         | World Tennis Tour | Arcilla    | Genaro Alberto Olivieri    | 4–6, 6–2, 6–7(4–7) |
| Finalista | 9–4 | Agosto 2019     | M25 Portoviejo, Ecuador             | World Tennis Tour | Arcilla    | Marcelo Tomás Barrios Vera | 2–6, 0–6           |